# Andrzej Jajszczyk
Andrzej  Bogdan  Jajszczyk (ur. 23 stycznia 1952 w Dęblinie) – polski naukowiec, profesor nauk technicznych, specjalizujący się w sieciach i węzłach telekomunikacyjnych, członek rzeczywisty Polskiej Akademii Nauk, dyrektor Narodowego Centrum Nauki w latach 2011–2015, wiceprzewodniczący Europejskiej Rady ds. Badań Naukowych.

## Życiorys
Studia wyższe ukończył w 1974 na Politechnice Poznańskiej. Na tej samej uczelni uzyskiwał stopnie doktora (1979) i doktora habilitowanego (1986). Tytuł profesora nauk technicznych otrzymał 28 listopada 1994. Był pracownikiem naukowym Politechniki Poznańskiej, a także Francusko-Polskiej Wyższej Szkoły Nowych Technik Informatyczno-Komunikacyjnych w Poznaniu. Na tej uczelni pełnił obowiązki prorektora ds. nauki. Wykładał także w University of Adelaide w Australii, Queen’s University w Kanadzie oraz École Nationale Supérieure des Télécommunications de Bretagne we Francji. Został zatrudniony w Katedrze Telekomunikacji na Akademii Górniczo-Hutniczej im. Stanisława Staszica w Krakowie. Na AGH objął stanowisko profesora.
Jego główne osiągnięcia w teorii pól komutacyjnych obejmują znaczące przeformułowanie teorii przestrajalnych pól komutacyjnych Beneša, wprowadzenie nowej klasy przepakowywalnych pól komutacyjnych (z Grzegorzem Jekelem) oraz udowodnienie nieblokowalności klasy pół wielopołaczeniowych (z Frankiem K. Hwangiem). Zaproponował także nowe struktury optycznych pól komutacyjnych oraz pól zbudowanych ze scalonych komutatorów cyfrowych. Jego wkład do teorii niezawodności sieci telekomunikacyjnych obejmuje zaproponowanie nowych metryk oraz udowodnienie ważnych właściwości sieci odpornych na uszkodzenia (z Piotrem Chołdą). Zaproponował także nowe architektury i protokoły sieci zorientowanych na przepływy (wraz z Jerzym Domżałem i Robertem Wójcikiem).
Jest autorem bądź współautorem m.in. kilku książek, ponad 300 artykułów naukowych, a także autorem licznych artykułów publicystycznych, poruszających m.in. sprawy szkolnictwa wyższego i nauki. Jest też autorem około 20 patentów. Był organizatorem licznych konferencji naukowych, m.in. był przewodniczącym jednej z najważniejszych światowych konferencji telekomunikacyjnych – IEEE International Conference on Communications ICC'2018, która odbyła się w Kansas City w maju 2018.
W 1994 założył czasopismo „IEEE Global Communications Newsletter” i był jego pierwszym redaktorem. W latach 1993–1997 był redaktorem amerykańskiego czasopisma „IEEE Transactions on Communications”, a w latach 1998–2000, pierwszym spoza Ameryki Północnej, redaktorem naczelnym czasopisma „IEEE Communications Magazine”. W okresie tym periodyk osiągnął pierwsze miejsce w kategorii wysokości współczynnika wpływu (impact factor) wśród wszystkich czasopism telekomunikacyjnych. W latach 2004–2005 oraz 2010–2011 był dyrektorem ds. czasopism stowarzyszenia IEEE Communications Society, a w latach 2006–2007 był dyrektorem obszaru Europa, Afryka i Bliski Wschód tego samego stowarzyszenia. Ponownie funkcję tę objął w 2016.
W 2011 powierzono mu stanowisko dyrektora Narodowego Centrum Nauki w Krakowie. Funkcję tę sprawował do 3 marca 2015, kiedy to zastąpił go Zbigniew Błocki. W 2016 powołany w skład Komitetu Polityki Naukowej.
Został wiceprezesem zarządu Fundacji Kyoto-Kraków, wiceprzewodniczącym rady programowej Kongresu Obywatelskiego, członkiem rady Muzeum Narodowego w Krakowie, komitetu naukowego Collegium Artium oraz IEEE i rady zarządzającej organizacji naukowej Science Europe. Od 2013 członek korespondent Polskiej Akademii Nauk, a od 2022 członek rzeczywisty PAN. W październiku 2015 wybrany na prezesa oddziału Polskiej Akademii Nauk w Krakowie. W 2017 został wybrany na członka Academia Europaea, a w 2020 wybrano go na członka korespondenta Polskiej Akademii Umiejętności. W 2022 powołano go w skład Rady Muzeum przy Muzeum Sztuki i Techniki Japońskiej „Manggha” w Krakowie, następnie wybrano go na przewodniczącego tego gremium. Został też członkiem rady doradczej wydawnictwa Springer Nature.
W 2017 Komisja Europejska powołała go na członka Rady Naukowej Europejskiej Rady ds. Badań Naukowych. W 2020 wybrano go na stanowisko wiceprzewodniczącego tej instytucji (z kadencją od 2021). W kadencji 2008–2009 pełnił funkcję wiceprezesa stowarzyszenia. W kadencji 2022–2024 był przewodniczącym ds. finansowych w stałym komitecie IEEE (GIMS), zarządzającym konferencjami telekomunikacyjnymi IEEE Global Communications Conference (GLOBECOM) i IEEE International Conference on Communications (ICC).
W 2005 bez powodzenia kandydował do Sejmu z listy Platformy Obywatelskiej. Był członkiem komitetu poparcia Bronisława Komorowskiego przed wyborami prezydenckimi w 2010 i w 2015.

## Odznaczenia i wyróżnienia
W 2017 został odznaczony Krzyżem Kawalerskim Orderu Odrodzenia Polski.
W 2004 otrzymał Medal Komisji Edukacji Narodowej, a w 2008 Nagrodę Fundacji na rzecz Nauki Polskiej w dziedzinie nauk technicznych. W tym samym roku otrzymał międzynarodową nagrodę IEEE Communications Society Joseph LoCicero Award za zasługi w wydawaniu czasopism naukowych.

## Wybrane publikacje
- Podstawy komutacji kanałów (1990, ISBN 83-204-1129-7)
- Standardy zarządzania sieciami OSI/NM, TMN (1995, współautor, ISBN 83-902650-6-0)
- Wstęp do telekomutacji (1998, ISBN 83-204-2315-5)
- Wprowadzenie do telekomunikacji (2007, ISBN 978-83-88309-12-0)
- Multimedia Broadcasting and Multicasting in Mobile Networks (2008, współautor, ISBN 978-0-470-69686-6)
- Proceedings of the IEEE Workshop on IP-oriented Operations & Management IPOM'2000 (2000, współautor, ISBN 83-88309-00-5)
- A Guide to the Wireless Engineering Body of Knowledge (WEBOK), 2nd Edition (2012, redaktor, ISBN 978-1-118-34357-9)
- Guide to Flow-Aware Networking. Quality-of-Service Architectures and Techniques for Traffic Management (2015, współautor, ISBN 978-3-319-24973-5)